# 红军派
红军派（德語：Rote Armee Fraktion，發音：[ˌʁoː.tə aʁˈmeː fʁakˌt͡si̯oːn] ⓘ，简称RAF，德語：[ɛʁʔaːˈʔɛf] ⓘ），別名巴德尔-迈因霍夫集团、梅茵豪幫:208，是德国的一支左翼组织，主要由安德烈亚斯·巴德尔、古德伦·恩斯林、霍斯特·马勒、乌尔丽克·迈因霍夫等人建立；他們自認為為一群共產主義者，並以南美洲的反帝國主義游擊隊（如烏拉圭的國家解放運動組織）為榜樣。他們犯下34次謀殺案，大量銀行抢劫案與爆炸袭击，主要活动时期自1970年至1998年。在其近30年的活动过程中，造成了34人死亡和无数人受伤。1977年，其猖獗的活动导致了联邦德国发生了大规模的社会危机，史称“德意志之秋”。联邦德国的政府及多数西方媒体和资料将红军派认定为恐怖主义组织。该组织与其他许多左翼恐怖主义组织均有着千丝万缕的联系。
1998年4月22日，该组织宣布解散。

## 背景
聯邦德國在60年代時有一強大的青年世代，他們批判自己父母在國家社會主義下的態度；並對於資本主義、議會制與公民生活方式感到疑問，而當時美國的民权运动及越戰所造成部份社會的反美情緒，使疑問加深。在西歐的大學城中發生了大規模反美學運，在聯邦德國中，形成了议会外反对派（APO）运动，這對德国社会主义学生联盟（SDS，德文：Sozialistische Deutschen Stundentenbund）產生了影響；红军派為此反對黨的前鋒，以及共產主義世界革命的發起者。觀察红军派的發展，得分成幾各不同的世代，基本上，按組機架構與理論和行動的改變，來分成三個世代。
红军派的自我定義應為反美帝國主義，而只有其第一代符合這項社會少數人所認知的定義；而這些少部份人的態度表現在支援行動與半合法的援助後勤上，尤以共產黨支援為主。
红军派為一相對較小的組織，所有三代，於70年代至90年代的直接行動者，也就是所謂的重要核心人物僅約60到80人，在這時期的援助者僅約300人。

## 歷史
红军派的背景與歷史可上溯到1968年的德国六八学运，當1967年6月3日一名學生本诺·欧内索格被警察槍殺時，為一重要關鍵點：政府當局為封閉此消息，使當時緊張的情況激烈化。1970年三月，SDS自行解散，两个月后，联邦德国政府对因参与APO运动而遭逮捕的学生实行了大赦，同时进行了一些社会改革，彻底瓦解了主要由中产阶级出身的学生参与的APO运动。APO运动的残余分子分为两部分，一部分比较倾向无政府主义，组建了“六月二日运动”组织，而另一部分倾向于更严肃的马克思、列宁、毛泽东理论，并受到新左派哲学的影响，从这部分人中诞生了红军派。六二运动在其整个存在时期一直是红军派的盟友，它最终在八十年代与红军派合并。
學運後，接下來關於合法｢暴力反對事件｣的討論中，安德烈亚斯·巴德尔、古德伦·恩斯林、托瓦尔德·普罗尔（Thorwald Proll）與霍斯特·泽恩莱因（Horst Söhnlein）於1968年4月2日，於法蘭克福的兩間百貨公司纵火，目的是抗議美國在越南進行的戰爭（越戰），兩場火災共造成了70萬馬克的損失；縱火者於火災發生兩日後被逮捕，並被判三年囚禁於重刑犯監獄服刑；這場審判在當時頗受爭議，其處罰亦出乎意料地嚴重。

### 第一代
此組織並無正式的組成，红军派的生日為安德烈亚斯·巴德尔的釋放日（1970年5月14日）；同年的六月五日，於雜誌Agit 883以首次公開红军派計畫式的解釋。
安德烈亚斯·巴德尔、古德伦·恩斯林、霍斯特·马勒、乌尔丽克·迈因霍夫、彼得·霍曼（Peter Homann）、布丽吉特·阿斯东克（Brigitte Asdonk）等約12人，於1970年6至8月間，到約旦接受軍事教育。民主德国曾为第一代红军派提供允许过境的便利，但其中一位成员Hans-Jürgen Bäcker（1971年因被怀疑告密而主动离开了RAF，1974年在审判中作证反对RAF，之后并未遭到游击队打击报复）曾在第一次从约旦训练后返回过境时被民主德国拘留、审讯。并没有证据表明第一代红军派和民主德国之间存在更多的利益交换。
此團體成立初期吸引了國內的目光，他們首先從事許多銀行搶劫與交通工具和文件的竊盜行為，這些行為只為了一個目標：生活基礎的完全平等，因此於該年9月29日，同時在柏林有三間銀行被搶，總損失超過20.9萬馬克。明鏡週刊報導：僅兩起搶案為红军派所為，於十月九日在柏林逮捕到牽涉搶案的五名犯人。
1971年5月左右，出现了两份据说是红军派制作的文件：《关于西欧武装斗争》（Regarding the Armed Struggle in West Europe）与《城市游击队概念》（The Urban Guerilla Concept）。前一个是由霍斯特·马勒一个人在监狱中写的，没有其他成员参与协商，并且很快被红军派否定了；第二个是红军派的正式理论文件，在1971年的“五一”游行中由红军派的支持者发放，上面印有一颗红星和一把卡拉什尼科夫冲锋枪。《城市游击队概念》大量借鉴了APO运动中的经验与他们所见的新左派的弱点，试图回答人们关于红军派的一些问题，同时批评无政府主义圈子和西德大量的K小组，作为一份行动纲领的同时，也是一份对武装斗争的号召。第一代红军派的第二份正式的理论文件是1972年4月发表的《为人民服务：城市游击队与阶级斗争》（Serve the People: The Urban Guerilla and Class Struggle）。红军派试图对上一年的事件进行分析，包括左派内部和整个西德内部的情况。他们花了很多笔墨分析1971年化工业工人不成功的斗争（彼时德国的化工业正因为利润率下降向落后国家转移资本，同时压低本国工人工资，导致国内爆发了化工业罢工），以及合法左派在联邦德国内部对阶级压迫的失败回应。在这两份以及一份不久后将发表的重要理论文件中，红军派一直尝试着将发生在第三世界的民族解放斗争和帝国主义核心大都市的学生、工人造反运动联系起来。
1972年红军派以炸彈攻擊，來反對美國軍隊整置及及國家整置，此年內的五次炸彈攻擊共有4人死亡及30人受傷；五月十一日突擊隊員佩特拉·舍尔姆（Petra Schelm）將炸彈放於Foyer des Terrace俱樂部中，美軍中尉保罗·A·布卢姆奎斯特（Paul A. Bloomquist）被炸死、以及13人受傷；基本上於該年六月，第一代的核心人物皆被逮捕。为了瓦解西德激进分子的斗争意志，政府在监狱中对红军派的成员试验了多种酷刑，包括感官剥夺、彻底隔离、停止供给饮水，在囚犯绝食抗议时强制给食，不给囚犯提供必需医疗致其死亡等。这些刑罚试验成了很多现代酷刑的原型，被包括美国在内的多国采取用来镇压异见分子。
1972年秋天慕尼黑惨案发生后，第一代红军派成员在监狱中起草了《慕尼黑“黑色九月”行动：关于反帝国主义斗争的战略》（The Black September Action in Munich: Regarding the Strategy for Anti-Imperialist Struggle），此文件在西德政府对霍斯特·马勒的第二次红军派审判中得到公开。同年十一月，它作为红军派的第三份主要出版物，被外面的支持者以杂志的形式发行。在这份文件中，红军派重新审视了反帝国主义的地缘政治和第一世界革命的阶级基础，愤怒地批评了贬低武装斗争的西德合法左派，表达了对“黑色九月”组织和巴勒斯坦解放斗争的热烈声援。马勒曾对“黑色九月”在慕尼黑的行动评价过：“‘黑色九月’游击队唯一可以指责的错误是，他们没有把内政部长汉斯-迪特里希·根舍作为人质。”
第一代的核心人物為：安德烈亚斯·巴德尔、古德伦·恩斯林、霍尔格·迈因斯（Holger Meins）、乌尔丽克·迈因霍夫及扬-卡尔·拉斯佩（Jan-Carl Raspe）。

### 第二代
自大多數的第一代成員被捕後，他們在監獄中造成廣大的宣傳影響，因而產生第二代红军派，許多第二代的成員來自於1970年二月十二日所成立的社会主义患者集体（SPK）或由第一代的律師西格弗里德·哈格（Siegfried Haag）與克劳斯·克鲁瓦桑（Klaus Croissant）所徵召的青年，這兩位律師所募集的團體，被媒體稱為哈格-迈尔幫派（Haag-Mayer-Bande），安德烈亚斯·巴德尔的律師西格弗里德·哈格，於1976年十一月三十日被捕，以及所謂的哈格-迈尔文件被找到，而布丽吉特·蒙豪普特（Brigitte Mohnhaupt）則取而代之成為红军派第二代領導者。
1975年四月二十四日發生了斯德哥爾摩人質挾持事件，红军派“霍尔格·迈恩斯突击队”的六名成员佔領了部份位於斯德哥爾摩西德大使館，並要求釋放被逮捕的红军派狱中成员，謀殺了兩名联邦德国外交人員後，整起人質挾持事件以血腥悲劇收場，因為RAF突击队以炸彈袭击整棟建築物做為要脅，但炸药意外被引爆。红军派成员乌尔里希·韦塞尔（Ulrich Wessel）与联邦德国机动特遣队（Mobiles Einsatz Kommando，MEK）对抗时手雷从手中滑落爆炸而当场死亡，重伤的西格弗里德·豪斯纳（Siegfried Hausner）将另一位突击队员贝恩特·罗斯纳（Bernd Rössner）救出了被警察包围的大楼，但幸存的所有突击队成员最终都被逮捕。严重烧伤住院未愈的豪斯纳被德国政府从瑞典强行转移到施塔姆海姆监狱，却在那里不久后死亡。
德勒斯登銀行理事會發言人于尔根·蓬托（Jürgen Ponto），於1977年七月三十日遭到殺害，红军派成员苏珊·阿尔布雷希特（Susanne Albrecht）私下認識這名銀行家，因此來到他的私人住宅，並與布丽吉特·蒙豪普特等其他團員一同出現在他的別墅，將他綁架並殺害。該年的九月至十月為德國地下左翼组织活动的最高峰——德意志之秋：九月五日，德国雇主协会联合会（BDA）會長汉斯·马丁·施莱尔（曾是SS下级突击队领袖，战后经三年关押被盟军释放；在1960年代对西德工人抗议采取强硬态度）在科隆遭到綁架，並有四名隨扈人員被射殺，會長於四十三天後被殺害，而綁架者疑似受被監禁的第一代團員所鼓勵；同年十月，聯邦通訊限制法規定：儘可能地不要讓受刑人與其辯護人有任何對話，而這是針對红军派犯人所制訂的規定。
此團體的第二代享用了東德所提供的組織性與經濟上的協助，並有十名團員在史塔西（東德秘密警察）的協助下消聲匿跡於東德。

### 第三代
所謂的红军派第三代與之前差異極大，參與者不再是來自學生運動，而是完美主義者，他們透過反對核能發電廠與北約而團結在一起，並擁有軍事背景且幾乎無案底與犯罪紀錄。
1985年1月，它在一周内制造3起爆炸事件；同年二月，暗杀德国大军火商MTU航空发动机公司总裁恩斯特·齐默尔曼（Ernst Zimmermann）；1985年8月8日，美國士兵艾德华·皮门塔尔（Edward Pimental）被布丽吉特·霍格费尔德（Brigit Hogefeld）或是埃娃·豪勒（Eva Haule），以一顆子彈正中前額身亡，目的是為了得到他的身份證件。隔天，以炸彈攻擊萊茵-美因空軍基地，此攻擊中總計兩名美国人身亡和十一人受傷。
1986年7月9日，西門子集團的經理：卡尔·海因茨·贝库尔茨（Karl Heinz Beckurts）和他的司機一同被红军派的炸彈攻擊所殺害；1986年10月中旬联邦外交部第二政治司司长布劳恩米尔在波恩郊区遭枪杀。
1989年11月，德意志银行总裁阿尔弗雷德·赫尔豪森（Alfred Herrhausen）在上班路上，座车遭到预先埋在地下的电缆炸弹的袭击。赫尔豪森的被杀震惊了德国和西方社会。两年半后，「红军派」正式宣布放弃20年来以恐怖手段抗击现有社会体制的策略，因为这一策略被实践证明“已经失败”。
1990年10月联邦德国与民主德国统一后，“红军派”展开了新一轮的恐怖活动攻势，并将攻击范围扩展到原民主德国的区域内。其打击的重点虽然仍包括德国、美国等帝国主义目标，但增加了新的对象：一是社会主义的“叛徒”，如那些出卖原民主德国利益的“上层人物”；二是把打击对象扩展到民主德国和联邦德国的政治人物、军队和警察首领、经济界的富翁和头面人物等。最后一次恐怖活动发生在1991年4月，德国托管局局长德特勒夫·卡斯滕·罗韦德尔（Detlev Karsten Rohwedder）在杜塞尔多夫家中被打死。但是，在德国政府的严厉打击下，其活动逐渐式微，有的领导人更宣布停止“红军派”的活动，到90年代中期它基本上已没有什么影响。

## 红军派的解散
1998年8月20日，位於科隆的路透社寫了八頁红军派自行解散的公開報導：「28年前，也就是1970年5月14日，红军派在解放行動中組成，今天，我們終止這項計畫；红军派形式上的城市游擊隊也只是歷史。」這解釋以紀念一連串的死亡事件為結束；因红军派所犧牲34人未被提到，並在結尾引用了羅莎·盧森堡的一段話：「革命說：我来过，我又来到，我还将重临！」

## 流行文化

### 电影
- 《失落的荣誉》The Lost Honour of Katharina Blum（1975年）
- 《德意志之秋》Germany in Autumn（1978年）
- 《第三代》The Third Generation（1979年）
- 《审判》Stammheim（1986年）
- 《末路狂奔》The State I Am In（2000年）
- 《巴德尔与迈因霍夫集团》The Baader Meinhof Complex（2008年）

## 引用列表
1. ↑  Dapprich, Matthias. . Books on Demand GmbH. 2013: 49. ISBN 9783746098456. The legitimacy of violent and political resistance was also stressed by Mao Zedong, who was widely cited by the RAF in its first public statements. In contrast to the violent resistance of terrorist factions, political Maoists stressed the importance of political resistance to the bourgeois society.
2. ↑  McDevitt, Matthew. . Trinity College Digital Repository. 2019: 20. Acting on Carlos Marighella’s influential Minimanual of the Urban Guerilla and the Maoist tenet that bringing the armed struggle from the fringes of society to the center of the metropole is the necessary precondition for meaningfully altering the superstructure, the RAF attempted to aggravate the Federal Republic into overreacting, thus exposing the unrelenting and unsympathetic mechanisms of the state.
3. ↑  黃明山 (编). . 台北: 明山書局. 1987年.
4. ↑  . 德国之声.   [2021-07-05]. （原始内容存档于2021-07-09） （中文（中国大陆））.
5. ↑  . The Spectator. 2015-07-11  [2018-05-16]. （原始内容存档于2016-09-20） （美国英语）.
6. ↑  Passmore, L. . Springer. 2011-11-03  [2021-07-05]. ISBN 9780230370777. （原始内容存档于2021-08-14） （英语）.
7. ↑  Bay, Charles Nord. . Defense Technical Information Center. 1986  [2021-07-05]. （原始内容存档于2021-08-18） （英语）.
8. 1 2 3 4  J. Smith, André Moncourt, Bill Dunne. Red Army Faction - Projectiles For The People, PM Press, ISBN 978-1-60486-029-0
9. ↑  Committee to End the Marion Lockdown, “The People’s Tribunal to Expose the Crimes of the Control Units”; Dr. Mutulu Shakur et al., “Genocide Waged Against the Black Nation Through Behavior Modification/Orchestrated by Counterinsurgency and Low-Intensity Warfare in the U.S. Penal System.” Both reprinted in Matt Meyer, ed. Let Freedom Ring: A Collection of Documents from the Movements to Free U.S. Political Prisoners (Montreal/Oakland: Kersplebedebpm Press, 2008.) Also: Russell Maroon Shoatz, Death by Regulation: Pennsylvania Control Unit Abuses (Montreal: Kersplebedeb 2008).
10. ↑  United Press International, “Baader-Meinhof lawyer praises guerillas,” European Stars and Stripes, October 10, 1972.
11. ↑  .   [2013-11-27]. （原始内容存档于2019-08-23）.
12. ↑  .   [2013-11-27]. （原始内容存档于2013-12-03）.